# Biodiversité du Caucase
Avec sa situation de zone tampon entre l'Europe orientale, la méditerranée et l'Asie occidentale, la chaîne du Caucase possède une biodiversité particulièrement riche, ce qui lui vaut d'être classée comme un point chaud de biodiversité par le Conservation International.

## Définition géographique

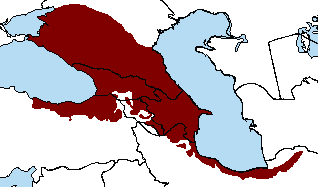
Carte du point chaud de biodiversité du Caucase

Cette région vue par le Conservation International forme un territoire de 532 658 km2 englobant la Géorgie, l'Arménie (nord et est), l'Azerbaïdjan, la Ciscaucasie russe, (régions du Daguestan, de la Tchétchénie, de l'Ingouchie et de l'Ossétie du Nord, le Kabardino-Balkarie, la Karatchaïévo-Tcherkessie et l'Adyguée), l'extrême nord-est de la Turquie et l'extrême nord-ouest de l'Iran au bord de la Mer Caspienne. Ce point chaud ne comprend donc pas uniquement le Caucase mais englobe également plusieurs zones montagneuses avoisinantes qui sont très proches tant géologiquement que biologiquement. On retrouve les Alpes pontiques en Turquie et la Chaîne de l'Elbourz au nord de l'Iran (à ne pas confondre avec le Mont Elbrouz situé lui dans le Caucase).

## Caractéristiques
La topographie du Caucase inclut le Grand Caucase, le Petit Caucase, les Plateaux du Sud-Caucase et la Dépression transcaucasienne. Le Grand Caucase forme une chaîne montagneuse à la frontière russo-géorgienne, à la fois compacte et escarpée avec une altitude en moyenne élevée, plusieurs sommets atteignent 5 000 m d'altitude, dont le Mont Elbrouz culminant à 5 642 m d'altitude, le plus haut sommet du Caucase et d'Europe. Le Petit Caucase dessine un arc entre la Géorgie, l'Arménie et l'Azerbaïdjan. L'altitude moyenne est plus basse entre 3000 et 4 000 m, le point culminant étant le mont Aragats atteignant 4 095 m. Les Plateaux du Sud-Caucase se composent en réalité d'un ensemble de zones montagneuses comme le Haut-plateau arménien (qui possède une altitude de 1000 à 2 000 m avec néanmoins le Mont Ararat atteignant 5 165 m) et une partie du Plateau iranien (qui inclut la Chaîne de l'Elbrouz avec son point culminant - ainsi que le point culminant d'Iran - le Mont Damavand culminant à 5 671 m et le Mont Sabalan avec ses 4 811 m). La Dépression transcaucasienne forme une zone de plaines et de moyennes montagnes entre le Grand et le Petit Caucase. À l'ouest de la zone se situe les Alpes pontiques formant une bande côtière dans le nord-est de la Turquie avec comme point culminant le Kaçkar Dağı avec ses 3 942 m. 

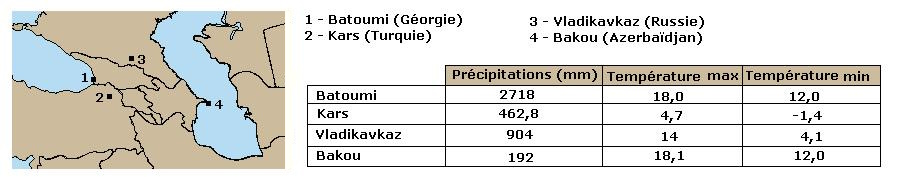
Tableau comparatif de quatre points du hotspot du Caucase. Les "températures max/min" désignent les températures moyennes annuelles maximales et minimales de chaque point

Cette topographie complexe induit une grande variété de climats. La carte et le tableau ci-contre montre bien cette grande variabilité de températures et de pluviométrie. En effet en comparant avec la carte du climat de Köppen on observe que cette région est une mosaïque de climats très différents. Au nord, au centre et au sud-ouest du Caucase on retrouve un climat continental humide. L'est et le notamment le sud-est possède un climat semi-aride au bord de la mer Caspienne, alors que la façade ouest donnant sur la mer Noire est très pluvieuse et connaît un climat subtropical humide. Les Alpes pontiques supportent un climat continental, plutôt sec mais assez frais même en été.
Irrémédiablement la végétation est très variée. La partie au nord du Grand Caucase se compose principalement de steppes herbeuses (Steppe pontique). Les zones montagneuses et les côtes de la mer Noire comporte une grande variété de forêts de feuillus, mixte et de conifères. La Dépression transcaucasienne comporte un ensemble de forêts dont des ripisylves, ainsi que des steppes herbeuses et des forêts sèches qui se transforme en végétation de type semi-aride le long des côtes de la mer Caspienne. C'est un refuge pour la flore du Tertiaire, à savoir le Colchide aux abords de la mer Noire et l'Hyrcanie au Nord de l'Iran.

## Biodiversité
Avec ses reliefs contrastés et ses grandes variations climatiques le Caucase possède une flore très riche qui s'élève à 6 400 espèces de plantes vasculaires (en proportion les États-Unis avec un territoire 18 fois plus grand possèdent moins de 20 000 espèces végétales), parmi lesquelles on retrouve environ 1 600 espèces endémiques. Il existe également 17 genres endémiques, dont 9 sont associés à des écosystèmes de hautes montagnes. L'endémisme est très important dans les zones d'éboulis rocheux, c'est le cas pour la flore du Colchide dont 80 % des espèces sont endémiques aux éboulis calcaires de cette région. On dénombre environ 150 espèces d'arbres dont 32 espèces menacées (CR, EN, VU). On retrouve plusieurs espèces de conifères comme (Pin de Calabre, Sapin de Nordmann), de chênes (Chêne du Pontin), de saules. La Parrotie de Perse (Parrotia persica) est endémique à la Chaîne de l'Elbourz, quant au Staphylier de Colchide (Staphylea colchica) il est propre à la Géorgie. On retrouve également plusieurs espèces de rhododendrons endémiques: Rhododendron caucasicum, Rhododendron ungernii, Rhododendron smirnowii. De plus cette région comporte un grand nombre de souches relictuelles de plantes aujourd'hui cultivées comme du seigle, du blé, de l'orge, ainsi que des fruits à coque ou des pommiers et des abricotiers. De plus on trouve une grande concentration d'espèces de poiriers: Pyrus demetrii, Pyrus eldarica, Pyrus sachokiana, Pyrus ketzkhoveli, toutes quatre en danger (EN). On retrouve également de nombreuses espèces herbacées: Liliaceae, Iridaceae, Asteraceae, Ranunculaceae, Violaceae, etc.

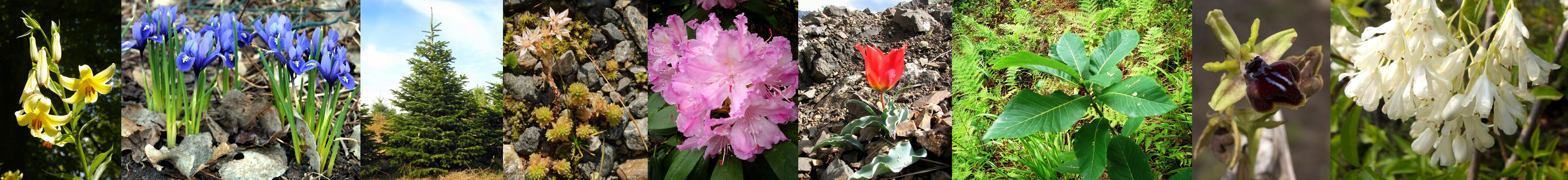
Flore du Caucase, de gauche à droite: Lilium monadelphum, Iris reticulata, Sapin de Nordmann (Abies nordmanniana), Sedum gracile, Rhododendron smirnowii, Tulipa eichleri, Chêne du Pontin (Quercus pontica), Ophrys transhyrcana, Staphylea colchica.

Si les animaux sont moins bien représentés on note néanmoins un endémisme important. 
- 131 espèces de mammifères vivent dans ce point chaud avec 18 espèces endémiques. On retrouve un rare rongeur, la Souris-Prométhée (Prometheomys schaposchnikowi). Il existe également d'autres genres de mammifères dit primitifs comme Mesocricetus ou Apodemus. Une autre espèce de rongeur la Siciste d'Arménie (Sicista armenica) est un mammifère extrêmement menacé endémique au pays éponyme. Parmi les grands mammifères on notera deux espèces de chèvres sauvages: la Chèvre du Caucase oriental (Capra cylindricornis) et la Chèvre du Caucase occidental (Capra caucasica), toutes deux menacées. Le Phoque de la Caspienne (Pusa caspica) n'est pas endémique à ce point chaud mais néanmoins vit le long des côtes de la Mer Caspienne.

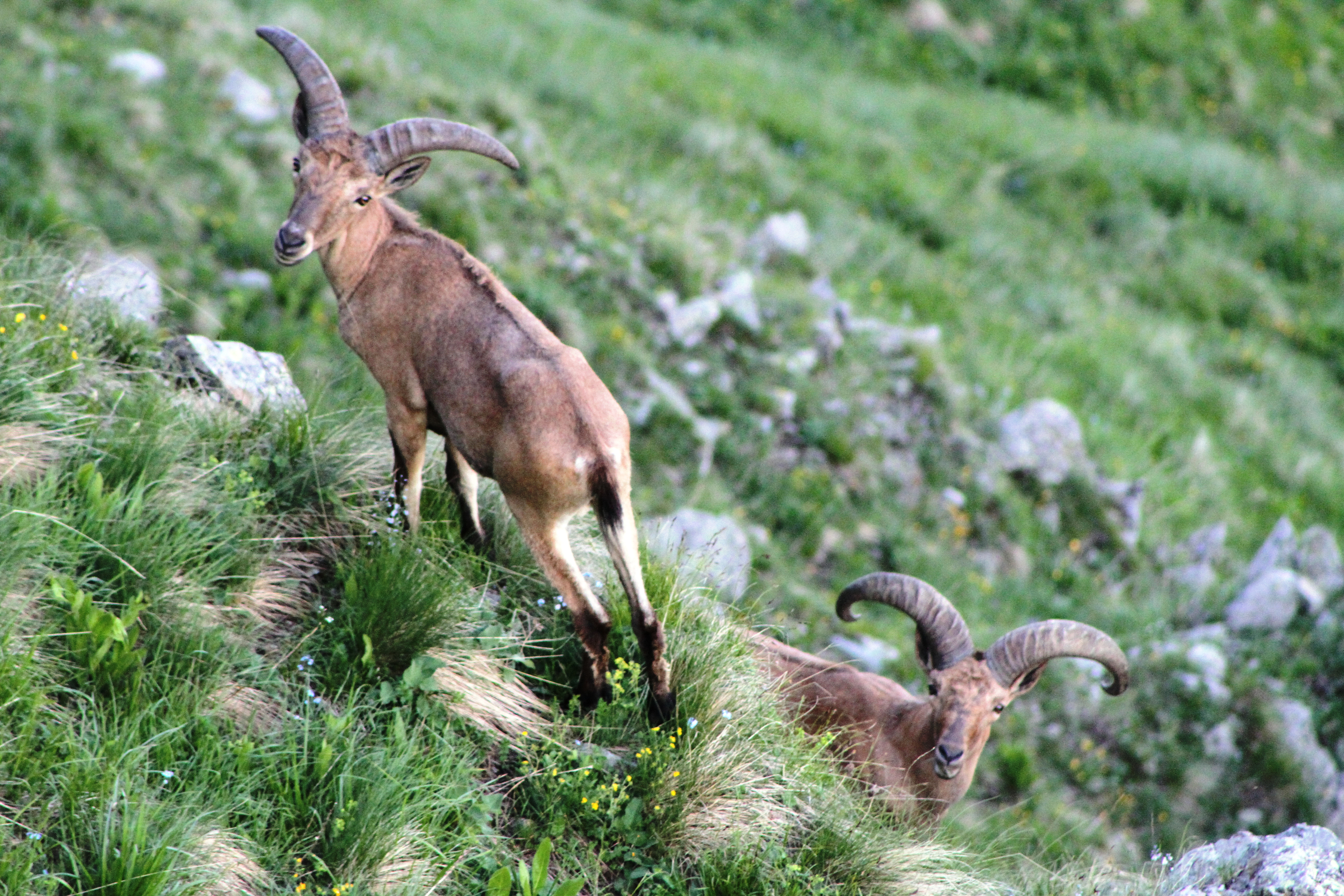
Chèvres du Caucase oriental dans le Parc national de Lagodekhi en Géorgie.

- Il existe 378 espèces d'oiseaux qui vivent dans le Caucase (classé comme EBA par Birdlife International) dont 2 endémiques: le Tétras du Caucase (Lyrurus mlokosiewiczi) et le Tétraogalle du Caucase (Tetraogallus caucasicus). On retrouve d'autres espèces quasiment endémiques comme le Tétraogalle de Perse (Tetraogallus caspius) ou le Serin à front d'or (Serinus pusillus)[3]. C'est également un carrefour migratoire important notamment sur les côtes des mers Noire et Caspienne.
- Les reptiles sont au nombre de 86 avec 20 espèces endémiques. Le Caucase est notamment un centre d'endémisme majeur pour les espèces de lézards des genres Lacerta et Darevskia : la moitié des espèces mondiales de ces genres sont présentes dans le Caucase et la moitié de ces espèces sont endémiques à ce point chaud. La Vipère du Caucase (Vipera kaznakovi) est une espèce menacée dont le venin est utilisé en chirurgie.
- On retrouve seulement 17 espèces d'amphibiens dont 3 endémiques. La plus connue est certainement la Salamandre du Caucause (Mertensiella caucasica). La Salamandre de Gorgân (Batrachuperus gorganensis) est une espèce gravement menacée dont la population se limite à quelque 100 adultes localisés dans la Grotte de Shir-Abad Cave dans la Chaîne de l'Elbourz[4].
- 127 espèces de poissons d'eau douce vivent dans le Caucase dont 12 sont propres à cette région. On peut noter 3 espèces de lamproies: Caspiomyzon wagneri, Eudontomyzon mariae, Lampetra lanceolata, ainsi que 7 espèces d'esturgeons dont le rare Esturgeon beluga (Huso huso), l'un des plus gros poissons au monde, qui est de plus en plus pêché et menacé en raison du prix très élevé de ses œufs[5].

## Menaces et conservation
Le Caucase est l'une des régions les plus anciennement habitées de la planète. Cette très vieille implantation humaine a inexorablement conduit à une détérioration des milieux naturels. De ce fait seuls 27 % (environ 145 000 km2) demeurent à peu près intacts mais seuls 12 % de la végétation originelle persistent encore. C'est dans les zones inaccessibles de hautes montagnes que se concentrent ces zones intactes. Les plaines et les collines sont bien plus affectées. Néanmoins l'occupation millénaire du Caucase n'est pas la principale menace paradoxalement. En effet le Caucase est aussi l'une des régions les plus troublées d'Europe. Depuis la Chute de l'URSS dès la fin des années 1980. La région connait des tensions marquées: conflits politiques, affrontements militaires, indépendantisme, etc. Des troubles qui se poursuivent jusqu'en 2008 avec la Deuxième Guerre d'Ossétie du Sud. L'intérêt stratégique que représente la zone pour l'extraction et le transit du pétrole de la Mer Caspienne vers la Russie et l'Europe occidentale accentue encore plus les tensions déjà existantes. De là naquit une grande précarité et des carences notamment en combustible ce qui a fait doubler voire tripler le coupe illégale de bois. Le sur-pâturage, spécialement à cause des chèvres, est responsable de la détérioration de 30 % des zones alpines et subalpines et de 50 % des steppes et des zones semi-arides. 
Le braconnage a fortement augmenté depuis la chute de l'URSS particulièrement pour certaines espèces: Léopard (Panthera pardus), Ours brun (Ursus arctos), Loup (Canis lupus), Chèvre sauvage (Capra aegagrus), Chèvre du Caucase occidental (Capra caucasica) et Chèvre du Caucase oriental (Capra cylindricornis). 

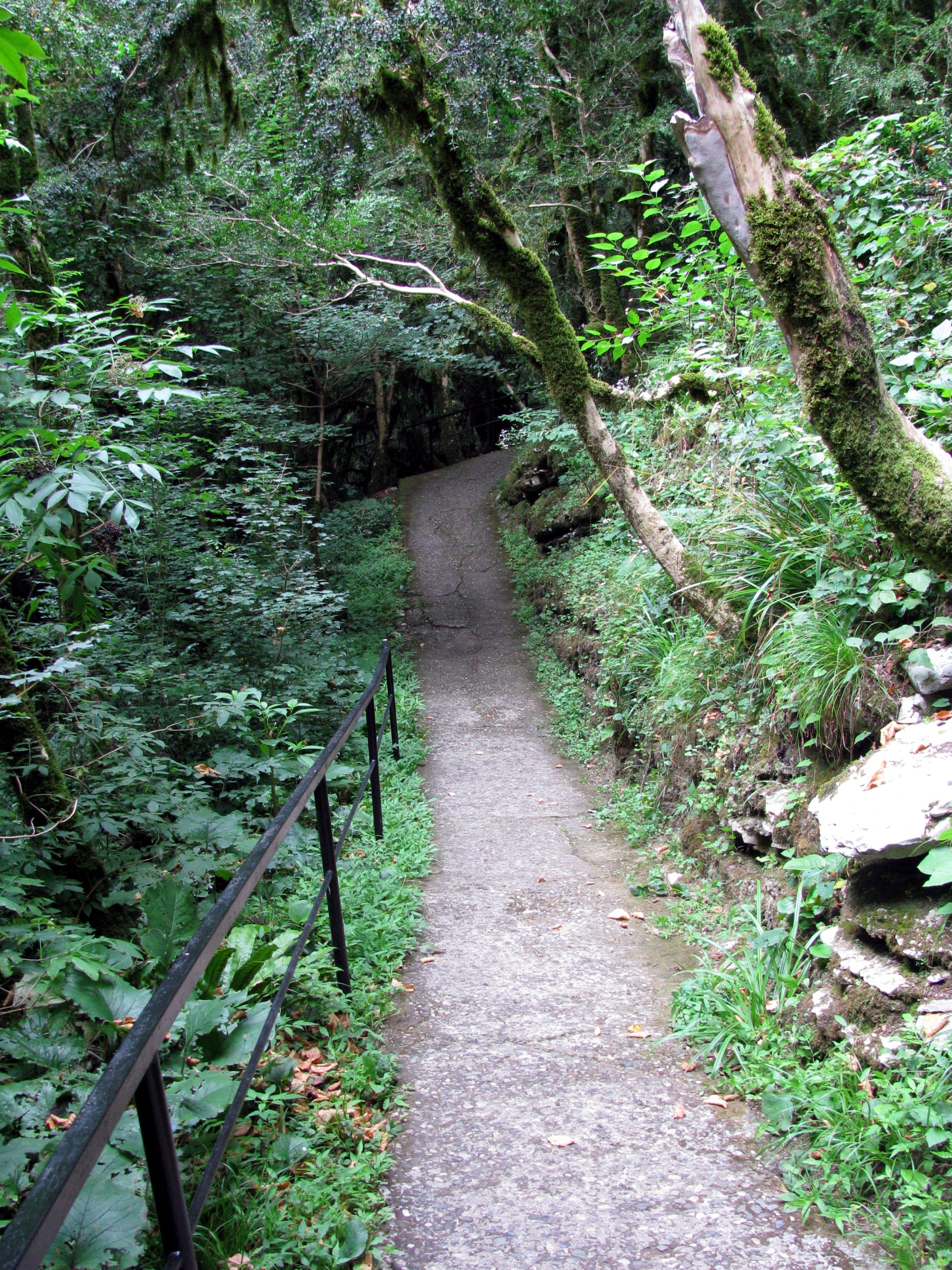
Sentier boisé dans le Caucase de l'Ouest, vers Sotchi.

Néanmoins on remarque que la région possède une longue tradition de protection environnementale. La première réserve d'État de la zone furent les Gorges de Lagodekhi en Géorgie, créée en 1912. Depuis près de 44 000 km2 (8 % du territoire concerné) figurent comme aires protégées et 39 000 km2 sont classées dans les catégories I à IV du UICN. Plusieurs milliers de km² sont également inclus dans des réserves de chasse qui offrent aussi un certain degré de protection. Cependant l'intégrité de ces zones est soumise à la pression anthropique sous forme de braconnage, coupe de bois et pâturages illégaux. Du fait du passé soviétique des pays caucasiens l'État possède encore une grande partie des terrains, ce qui pourrait permettre de créer de plus grandes grandes surfaces protégées avant qu'elles ne soient toutes achetées par des propriétaires privés. La création d'une zone protégée transfrontalière (entre Russie, Géorgie et Azerbaïdjan) est également un espoir pour les espèces nécessitant un grand territoire vital comme les gros mammifères ou les poissons. Le 16 avril 2009 naquit le Parc national du Lac Arpi, un parc situé aux frontières turques, arméniennes et géorgiennes. Géorgie a pris de nombreuses mesures comme étendre la superficie du Parc national de Bordjomi-Kharagaouli, faire adopter par le Parlement un système de lois comparables à celle conseillées par le WWF pour la protection environnementale et plaider finalement pour que 15 % des forêts géorgiennes soient protégées. Avec le soutien de la Banque mondiale et des FEM (Fonds pour l'environnement mondial), 3 nouvelles réserves ont été créées. De son côté l'Azerbaïdjan a activement travaillé à la création de nouvelles zones protégées avec la création de deux nouveaux parcs nationaux et l'extension des parcs déjà existants. En 2004, deux nouvelles réserves ont été créées dans le Caucase turc sur une superficie de 1 050 km2. La Russie a fait quadrupler ses investissements pour la protection environnementale dans le Caucase. Le WWF travaille dans cette région depuis les années 1990 et a défini 3 zones à surveiller prioritairement : les East Caucasian floodplains, les Southern Colchic montane forests et les Woodlands of southern Armenia. Le Georgian Center for the Conservation of Wildlife est un centre important dans la région pour le maintien de la vie sauvage. En 2003, le CEPF (Critical Ecosystem Partnership Fund] a investi 8,5 millions de dollars pour la protection des espèces menacées du Caucase qui se répartissent dans les 205 Key Biodiversity Areas définis par le WWF avec une consertation de Birdlife International.